# Mesochorus nigritulus
Mesochorus nigritulus är en stekelart som beskrevs av Dasch 1974. Mesochorus nigritulus ingår i släktet Mesochorus och familjen brokparasitsteklar. Inga underarter finns listade i Catalogue of Life.